# Lennart Haag
Lennart Haag, född 24 april 1931, död 1 december 2022, var en mångfaldig svensk mästare inom flera discipliner av biljard. Han deltog i sitt första SM 1950 i Borås.
Lennart tillverkade och reparerade biljardköer sedan mitten på 1960-talet. Hans verksamhet, Haag Cues drivs vidare av sonen Robert Haag.